# رامون أرياس
رامون أرياس (بالإسبانية: Ram?n Arias)‏ وهو لاعب كرة قدم أوروغواياني في خط الدفاع ولد في يوم 27 يوليو 1992 في مونتيفيديو في الأوروغواي و لعب سابقاً لصالح نادي الاتفاق السعودي و نادي معيذر القطري و النادي الأهلي القطري.

## وصلات خارجية
- رامون أرياس على موقع الاتحاد الدولي (مؤرشف)  (الإنجليزية)
- رامون أرياس على موقع اتحاد تركيا (لاعب) (الإنجليزية)
- رامون أرياس على موقع قاعدة بيانات كرة القدم.إي يو (الإنجليزية)
- رامون أرياس على موقع Soccerway.com (الإنجليزية)
- رامون أرياس على موقع عالم كرة القدم.نت (الإنجليزية)
- رامون أرياس على موقع أوليمبيديا (الإنجليزية)
- رامون أرياس على موقع AS.com (الإسبانية)